# Reino de Algeciras y Ronda
El reino de Algeciras y Ronda o reino meriní de Algeciras aparece en 1275 cuando el rey de Granada Muhammad II entregó los términos de Algeciras al rey meriní Abu Yusuf Yacub que estableció su capital europea en la ciudad de Al-Yazirat Al-Hadra y se hizo con los territorios de su antigua taifa llegando hasta la ciudad de Ronda. Tras resistir la capital el asedio de 1278 por parte de Alfonso X de Castilla y el asedio de 1309 por parte de Fernando IV cae finalmente en 1344 tras el largo sitio de Alfonso XI de Castilla, quedando anexionado a la Corona de Castilla, añadiéndose desde ese momento al rey de Castilla el título de rey de Algeciras.